# Агономалы
Агономалы (лат. Agonomalus) — род морских лучепёрых рыб из семейства морских лисичек.

## Описание
Длина их тела от 8,9 до 20 см. Рыбы со сильно сжатым с боков телом. С каждой стороны тела имеется три продольных гребня, образованных острыми шипами. Рот небольшой с очень мелкими зубами. На верхушке рыла расположен мясистый усик.

## Классификация
В состав рода включают 3 вида.
- Agonomalus jordani Jordan & Starks, 1904 — Агономал Джордена
- Agonomalus mozinoi Wilimovsky & Wilson, 1979
- Agonomalus proboscidalis (Valenciennes, 1858) — Хоботной агономал[5]

## Распространение
Предстваители рода встречаются в северной части Тихого океана в Японском и Охотском морях, у берегов Северной Америки от Британской Колумбии до центральной Калифорнии.